# Museo della stampa Remondini
Il Museo della stampa Remondini di Bassano del Grappa è uno dei pochi in Italia interamente dedicato alla stampa. Ha sede dal 2007 all'interno di Palazzo Sturm, dimora settecentesca situata in riva al fiume Brenta.
In un percorso storico-temporale di circa 200 anni, tra la metà del Seicento e la metà dell'Ottocento, il museo permette di ricostruire il collegamento tra le vicende della famiglia Remondini e i 
pregiati materiali prodotti. In esso vengono illustrati vari aspetti del fenomeno industriale sette-ottocentesco dei Remondini, anche con l'ausilio di documentari e sostegno multimediale che affiancano gli apparati didascalici stampati per favorire una didattica moderna.

## Sezioni
Il museo si articola in otto sezioni, tra cui quella dedicata a due secoli di storia imprenditoriale della famiglia Remondini che è in grado di documentare l'enorme quantità di stampe e libri prodotti dalla seconda metà del XVII secolo fino al 1861.

### Storia della stampa. La tipografia
La sezione fornisce i cenni storici fondamentali del passaggio dal manoscritto al libro, a partire dall'invenzione della pressa per la stampa da parte di Gutenberg.

### Stampe calcografiche e xilografiche
La tecnica della xilografia, ideata per riprodurre a stampa le immagini, si diffuse in Europa dalla fine del XIV secolo.
Sperimentando nel corso del tempo nuove tecniche di incisione, segue dopo alcuni decenni la calcografia, che è invece l'incisione su lastra di rame.

### Tesini
Un'altra sala è dedicata ai "Tesini" (provenienti dalla valle trentina di Tesino) che erano venditori ambulanti di stampe di cui Giovanni Antonio Remondini, capostipite della famiglia, si servì sin dal 1685 per i traffici commerciali. Nella sala sono esposti modellini di cassette utilizzate per contenere la merce e una sagoma  raffigurante un Tesino, realizzata da Emanuele Luzzati, illustratore e scenografo.

### La famiglia Remondini
La produzione dei Remondini è stata la più grande realtà produttiva dedicata alla calcografia e tipografia esistente in Europa a metà del Settecento, come attestato dall'Encyclopédie di Diderot e Jean Baptiste Le Rond d'Alembert.

### Sala del tesoro
La sala del tesoro ospita capolavori della produzione popolare e la collezione di stampe antiche appartenuta alla famiglia Remondini, composta di 8500 fogli. 
La collezione, esposta a rotazione, raccoglie anche l'opera incisoria di Mantegna, Dürer, Luca di Leida, Marcantonio Raimondi, Ugo da Carpi e Jacques Callot.

### Santi, ventole, giochi, figure “chinesi” e vedute ottiche
Un locale ospita la parte significativa della produzione remondiniana di stampe devozionali raffiguranti santi, ventole, giochi, figure chinesi e vedute.
Le ventole, fogli stampati con due immagini accostate sorretti da un manico in legno, costituirono un accessorio di abbigliamento molto diffuso fino al XIX secolo, quando furono progressivamente sostituite dal ventaglio.

### Carte decorate
Alla carta decorata, assai diffusa soprattutto nel XVIII secolo è dedicata un'intera stanza e la sua esposizione illustra in maniera evidente il rapporto tra il legno xilografico e la carta decorata, da parati e da ritaglio.  A seconda della tecnica di realizzazione si possono individuare varie famiglie di carte decorate, vellutate, dorate, silografate, a colla, marmorizzate e in tinta unita. 
Di carta dorata Remondini venne rivestito a Venezia nel 1792 il Teatro La Fenice.

### Libri e cataloghi
Nella stanza con i libri Remondini sono rappresentate tutte le tipologie, dagli avvisi ai libri da risma fino ai grandi libri illustrati che con Bartolomeo Gamba, direttore della stamperia e poi bibliotecario della Biblioteca nazionale Marciana di Venezia, permise ai Remondini di divenire una stamperia importantissima dell'enciclopedismo veneto e dei Gesuiti.